# Demo e inediti dei Linkin Park
La seguente è una lista degli album e dei brani demo e inediti realizzati dal gruppo musicale statunitense Linkin Park.

## Demo

### Xero
Il primo demo degli Xero fu distribuito nel corso del 1997 e presenta quattro brani, tra cui Stick n Move, versione embrionale di Runaway, brano incluso nella lista tracce del primo album in studio Hybrid Theory.
Le prime informazioni relative al disco sono state rivelate nel 2021 da Shinoda in occasione di una sua diretta tenuta su Twitch, venendo in seguito messo all'asta nel maggio 2022 per beneficenza (i cui proventi sono stati devoluti alla American Foundation for Suicide Prevention). La cassetta è l'unica ad essere stata registrata dai soli membri fondatori Mike Shinoda e Mark Wakefield nonché l'unica a figurare il brano Deftest nella lista tracce. Dialate è stato successivamente incluso all'interno del box set della riedizione di Hybrid Theory uscita nel 2020. Negli ultimi secondi della traccia Overflow (dall'album From Zero) è presente un frammento di Fuse.

#### Tracce
Testi e musiche di Mike Shinoda e Mark Wakefield, eccetto dove indicato.
- Lato A

1. Dialate (Mike Shinoda, Mark Wakefield, Clifford Smith, Robert Diggs, Corey Woods)
2. Fuse

- Lato B

1. Deftest
2. Stick n Move

#### Formazione
- Mike Shinoda – rapping, voce, campionatore
- Mark Wakefield – voce

### Xero
Il secondo demo degli Xero fu distribuito durante il 1997 e rappresenta l'ultima pubblicazione del gruppo con Wakefield alla voce, sostituito in seguito da Chester Bennington.
Esistono due versioni della musicassetta, che differiscono per la copertina: la prima mostra un comune carrello della spesa, mentre la seconda un dipinto di un bambino (un'immagine simile è possibile notarla nel video musicale di Papercut). Rispetto alla prima cassetta sono presenti i brani Rhinestone e Reading My Eyes al posto di Dialate e Deftest. Il primo dei due brani nuovi è una prima versione di Forgotten, apparsa nella lista tracce di Hybrid Theory. Il 10 agosto 2006, in occasione del Summer Sonic Festival in Giappone, il gruppo eseguì Reading My Eyes con Bennington alla voce; la versione presente nell'EP Underground 6 è quella del 13 agosto dello stesso anno.

#### Tracce
Testi e musiche di Mike Shinoda e Mark Wakefield, eccetto dove indicato.
- Lato A

1. Rhinestone – 3:40 (Brad Delson, Joe Hahn, Mike Shinoda, Mark Wakefield)
2. Reading My Eyes – 2:59

- Lato B

1. Fuse – 3:18
2. Stick n Move – 2:44

#### Formazione
- Rob Bourdon – batteria
- Brad Delson – chitarra
- Joe Hahn – giradischi, campionatore
- Phoenix – basso
- Mike Shinoda – rapping, voce, campionatore
- Mark Wakefield – voce

### Hybrid Theory 8-track Demo
Questo demo fu realizzato agli inizi del 2000, quando il gruppo era ancora noto come Hybrid Theory.
Le prime informazioni riguardo al disco emersero nel 2009, quando una copia venne messa in vendita su eBay, e presenta al suo interno otto tracce, quattro delle quali rivisitate e ultimate per l'album di debutto Hybrid Theory e tre rivisitate dall'EP Hybrid Theory. L'ottavo brano è invece She Couldn't, caratterizzato da sonorità soft e da poche parti rappate, oltre che da un campionamento del singolo B-Boy Document 99 degli The High & Mighty con Mos Def e Mad Skillz, ragione per cui fu escluso da Hybrid Theory. La sua commercializzazione è avvenuta soltanto il 13 agosto 2020, quando i Linkin Park lo hanno scelto come singolo di lancio per la riedizione di Hybrid Theory per celebrare il suo ventennale.

#### Tracce
Testi e musiche di Mike Shinoda, Joe Hahn, Brad Delson, Chester Bennington e Rob Bourdon, eccetto dove indicato.
1. Untitled – 3:52
2. SuperXero – 3:16
3. Points and Authority – 2:51
4. Crawling – 3:51
5. She Couldn't – 5:26 (Mike Shinoda, Brad Delson, Chester Bennington, Brad Baker, Lance Quinn, Joe Thomas, Milo Berger, Erik Meltzer, Donnie Lewis, Yasiin Bey)
6. Carousel – 3:00
7. Part of Me – 3:45
8. And One – 4:29

#### Formazione
- Chester Bennington – voce
- Rob Bourdon – batteria, cori
- Kyle Christner – basso
- Brad Delson – chitarra, cori
- Joe Hahn – giradischi, campionatore, cori
- Mike Shinoda – rapping, voce, campionatore

### Hybrid Theory 2-track Demo
Questo fu distribuito nel 2000 durante i primi concerti del gruppo, all'epoca ancora noti come Hybrid Theory, e contiene le versioni demo di A Place for My Head e By Myself.

#### Tracce
1. A Place for My Head (Esaul) – 3:08
2. By Myself – 3:13

#### Formazione
- Chester Bennington – voce
- Rob Bourdon – batteria, cori
- Kyle Christner – basso
- Brad Delson – chitarra, cori
- Joe Hahn – giradischi, campionatore, cori
- Mike Shinoda – rapping, voce, campionatore

### Hybrid Theory: Demos
Hybrid Theory: Demos è un demo del gruppo musicale statunitense Linkin Park, al tempo Hybrid Theory.
Pubblicato l'11 febbraio 2000, il disco contiene le stesse tracce del demo precedente con l'aggiunta delle versioni demo di Forgotten e A Place for My Head (rispettivamente Rhinestone e Esaul) e con l'esclusione di She Couldn't.

#### Tracce
1. Untitled – 3:52
2. Points & Authority – 2:51
3. Super Zero – 3:16
4. Crawling – 3:51
5. Carousel – 3:00
6. Part of Me – 3:45
7. And One – 4:29
8. Rhinestone – 3:42
9. Esaul – 3:08

#### Formazione
- Chester Bennington – voce
- Rob Bourdon – batteria, cori
- Brad Delson – chitarra, basso, cori
- Joe Hahn – giradischi, campionatore, cori
- Mike Shinoda – rapping, voce, campionatore

### Hybrid Theory (Linkin Park - Demos from 02-2000)
Hybrid Theory (Linkin Park - Demos from 02-2000) è un demo del gruppo musicale statunitense Linkin Park, al tempo Hybrid Theory.
Il disco, registrato nel febbraio del 2000, contiene le stesse tracce presenti in Hybrid Theory 8-track Demo, ad esclusione di She Couldn't; inoltre si distingue da quest'ultimo per l'assenza dello statico presente nelle ultime tre tracce (Carousel, Part of Me e And One).

#### Tracce
1. Untitled – 3:52
2. SuperXero – 3:16
3. Points and Authority – 2:51
4. Crawling – 3:51
5. Carousel – 3:00
6. Part of Me – 3:45
7. And One – 4:29

#### Formazione
- Chester Bennington – voce
- Rob Bourdon – batteria, cori
- Brad Delson – chitarra, basso, cori
- Joe Hahn – giradischi, campionatore, cori
- Mike Shinoda – rapping, voce, campionatore

### 6 Tracks
6 Tracks è un demo del gruppo musicale statunitense Linkin Park, registrato nel maggio del 2000.
La notizia della sua esistenza è giunta nel mese di settembre 2012 e contiene sei tracce che sarebbero apparse nell'album di debutto. Le differenze sostanziali non solo risiedono nel missaggio ma anche nei testi e nella struttura musicale dei vari brani: Papercut e Dust Brothers (prima versione di With You), rispetto alle versioni definitive, presentano un'introduzione ed un finale differente mentre nella stessa Dust Brothers e in Crawling sono assenti i cori di Mike Shinoda.

#### Tracce
1. Plaster – 2:46
2. Papercut – 3:10
3. Crawling – 3:30
4. Points of Authority – 3:27
5. Dust Brothers – 3:42
6. Untitled – 3:51

#### Formazione
- Chester Bennington – voce
- Rob Bourdon – batteria, cori
- Brad Delson – chitarra, basso, cori
- Joe Hahn – giradischi, campionatore, cori
- Mike Shinoda – rapping, voce, campionatore

Altri musicisti
- The Dust Brothers - beat aggiuntivi in Dust Brothers
- Ian Hornbeck – basso in Papercut
- Scott Koziol – basso in Plaster

### Studio Finals 5-7-00
Messo all'asta su internet intorno al marzo 2011, l'album contiene le stesse tracce presenti in Hybrid Theory, ma missate in modo differente.
Questo disco inoltre presenta un ordinamento differente delle tracce e alcune di esse presentano ancora il titolo di lavorazione: Now I See è With You, Plaster è One Step Closer, The Untitled è In the End, The Cure è Cure for the Itch, The Cure for Mr. Hahn's Itch è Pushing Me Away.

#### Tracce
1. Paper Cut – 3:11
2. Now I See – 3:33
3. Points of Authority – 3:25
4. Plaster – 2:43
5. Crawling – 3:28
6. Runaway – 3:12
7. The Untitled – 3:34
8. By Myself – 3:15
9. The Cure – 2:35
10. The Cure for Mr. Hahn's Itch – 3:15
11. A Place for My Head – 3:11
12. Forgotten – 3:19

#### Formazione
Gruppo
- Chester Bennington – voce
- Mike Shinoda – rapping, voce, campionatore
- Brad Delson – chitarra, basso, cori
- Rob Bourdon – batteria, cori
- Joe Hahn – giradischi, campionatore, cori

Altri musicisti
- The Dust Brothers – beat aggiuntivi in With You
- Ian Hornbeck – basso in Papercut, A Place for My Head e Forgotten
- Scott Koziol – basso in One Step Closer

### Reanimation 8 Track Internal Demo CD
Reanimation 8 Track Internal Demo CD è un demo del gruppo musicale statunitense Linkin Park, registrato nella metà del 2002.
Il disco è stato reso disponibile il 21 marzo 2013 per il download gratuito attraverso il fansite Linkin Park Live e contiene sette demo dei brani che sarebbero stati rielaborati ed inseriti nell'album di remix Reanimation.

#### Tracce
1. Krwlng – 5:49
2. Frgt/10 – 3:45
3. Enth E Nd – 4:03
4. Pts.of.Athrty – 4:03
5. H! Vltg3 – 3:14
6. 1stp Klosr (Humble Brothers Remix) – 6:18
7. Ppr:Kut – 2:56
8. One Step Closer (Humble Brothers Remix) – 3:12

#### Formazione
Gruppo
- Chester Bennington – voce
- Mike Shinoda – rapping, voce, campionatore; reinterpretazione di Krwlng
- Brad Delson – chitarra, basso, cori
- Phoenix – basso, cori
- Rob Bourdon – batteria, cori
- Joe Hahn – giradischi, campionatore, cori

Altri musicisti
- Alchemist – reinterpretazione di Frgt/10
- KutMasta Kurt – reinterpretazione di Enth E Nd
- Motion Man – rapping aggiuntivo in Enth E Nd
- Jay Gordon – reinterpretazione di Pts.of.Athrty
- Evidence – reinterpretazione di H! Vltg3
- The Humble Brothers – reinterpretazione di 1stp Klosr
- DJ Cheapshot e Vin Skully – reinterpretazione di Ppr:Kut

## Brani inediti
- Unicorns and Lollipops, brano che doveva inizialmente far parte dell'EP MMM...Cookies - Sweet Hamster Like Jewels from America! ma successivamente scartato.[13]
- Lockjaw, brano strumentale realizzato da Shinoda e Bourdon verso la fine del 2008 mentre testavano Pro Tools 8[14] e regalato ai membri iscritti a LP Underground a Natale dello stesso anno.
- Complimentary, composto da Shinoda nel 2012 per l'applicazione StageLight e resa disponibile per il download gratuito il 10 dicembre dello stesso anno.[15]
- Looking for an Answer, inedito eseguito dal vivo il 27 ottobre 2017 in occasione dell'evento Linkin Park and Friends: Celebrate Life in Honor of Chester Bennington.[16]